# Болеч
Болеч (на сръбски: Болеч) е село в община Гроцка, Белградски окръг, Сърбия.

## География
Болеч се намира южно от село Винча и западно от село Ритопек край главния път от Белград за Смедерево.

## Население
Населението на селото възлиза на 6410 жители (2011 г.).
Етнически състав (2002)
- сърби – 5463 жители (95,00%)
- цигани – 49 жители (0,85%)
- черногорци – 40 жители (0,69%)
- македонци – 40 жители (0,69%)
- хървати – 20 жители (0,34%)
- българи – 17 жители (0,29%)
- югославяни – 15 жители (0,26%)
- други – 28 жители (0,44%)
- недекларирали – 32 жители (0,55%)